# KDE Display Manager
KDM (o KDE Display Manager) è un gestore degli accessi dell'ambiente desktop KDE. KDM permette, tramite un'interfaccia grafica personalizzabile con temi, di gestire differenti sessioni basate sull'accesso con login.
KDM utilizza le librerie Qt e può essere configurato tramite Kcontrol in KDE 3 e Impostazioni di sistema in KDE SC 4. Permette la personalizzazione dei dati del singolo utente (come le icone utente per il login) e supporta la modifica dei temi del desktop.
La schermata di login presenta tipicamente l'elenco degli utenti con le rispettive icone (scelte dall'utente o dall'amministratore), può essere presente inoltre un messaggio di benvenuto. Quando sono presenti più ambienti desktop è possibile scegliere quale utilizzare (es. KDE, GNOME, un window manager o anche un semplice terminale). Di solito in basso sono presenti dei pulsanti per spegnere, riavviare o mettere in pausa il computer, oltre ad altri eventuali comandi. Queste opzioni possono essere modificate tramite Kcontrol o Impostazioni di sistema.
Cliccando sul nome utente viene richiesta la password per l'autenticazione. Se il nome utente non è visibile è comunque sempre possibile digitarlo manualmente nell'apposito riquadro.
KDM consente anche di impostare l'accesso automatico, anche se comunque è una funzione sconsigliata a causa della mancata protezione dell'accesso al computer.
Da KDE Plasma 5, KDM è stato sostituito da SDDM.